# 비너스의 탄생
《비너스의 탄생》(이탈리아어: La nascita di Venere, 영어: The Birth of Venus)은 15세기 르네상스 시대 화가인 산드로 보티첼리의 대표적인 그림 가운데 하나로 이탈리아 피렌체의 우피치 미술관에 전시되어 있다. 로마 신화에서 사랑과 미를 관장하는 여신인 비너스가 성숙한 여성의 모습으로 바다에서 탄생하면서 해안에 상륙하는 내용을 묘사한 그림이다.
비너스의 탄생은 1483년경 보티첼리가 로렌초 디 피에르프란체스코 데 메디치의 카스텔로 별장을 장식하기 위해 그린 것으로 추정되지만 몇몇 학자들은 피에르프란세스코가 보티첼리에게 비너스를 소재로 한 그림을 그릴 것을 제안했고 조르조 바사리가 그 외의 그림들을 현재까지 피렌체에 전시해 놓은 것으로 본다.
그러나 일부 전문가들은 이 그림이 줄리아노 데 메디치 (1478년 파치 음모로 암살됨.)의 연인이자 포르토베네레 출신의 미인이었던 시모네타 베스푸치에게 경의를 표하기 위해 그린 것으로 추정한다. 오비디우스의 《변신 이야기》와 《달력》 그리고 안젤로 폴리치아노의 《시편》은 보티첼리에게 영감을 주는 데에 영향을 준 작품이다.
고전적인 여신 비너스는 물 위에 떠 있는 조가비에서 나온 채로 정신적인 사랑의 상징인 제피로스(서풍)가 부는 바람을 타고 해안에 상륙하고 있으며 계절의 여신인 호라이의 한 명이 꽃에 덮인 외투를 비너스에게 건네주고 있다.
보티첼리의 《비너스의 탄생》은 레오나르도 다 빈치나 라파엘로와 같은 르네상스 화가의 작품에서 느낄 수 있는 엄격한 고전적 사실주의와 차이를 두고 있다. 비너스의 목은 비현실적으로 길고 왼쪽 어깨의 기울어진 형상을 띠고 있는데 이는 보티첼리 자신이 좋아했던 여자친구인 시모네타 베스푸치가 결핵으로 인해 폐가 좋지 않아서 한쪽이 꺼진 것을 묘사한 것이라고 한다.